# Děkov
Obec Děkov (německy Dekau) se nachází v okrese Rakovník ve Středočeském kraji, dvanáct kilometrů jihovýchodně od Podbořan a čtrnáct kilometrů severozápadně od Rakovníka. Žije zde 245 obyvatel.

## Historie
První písemná zmínka o vsi Děkov pochází z roku 1325, kdy rakovnický měšťan Racek z Děkova a jeho syn prodali každý po polovině vladyckého statku v Děkově, jeden Burghartovi z Blšan, druhý Přechovi z Kolešovic (Raczko de Dyekowa et filius dederunt id, quod habent in Dyekowie).

### Územněsprávní začlenění
Dějiny územněsprávního začleňování zahrnují období od roku 1850 do současnosti. V chronologickém přehledu je uvedena územně administrativní příslušnost obce v roce, kdy ke změně došlo:
- 1850 země česká, kraj Cheb, politický okres Žatec, soudní okres Jesenice[5]
- 1855 země česká, kraj Žatec, soudní okres Jesenice
- 1868 země česká, politický okres Podbořany, soudní okres Jesenice
- 1939 Sudetenland, vládní obvod Karlovy Vary, politický okres Podbořany, soudní okres Jesenice[6]
- 1945 země česká, správní okres Podbořany, soudní okres Jesenice[7]
- 1949 Karlovarský kraj, okres Podbořany[8]
- 1960 Středočeský kraj, okres Rakovník
- 2003 Středočeský kraj, obec s rozšířenou působností Rakovník

### Rok 1932
V obci Děkov byly v roce 1932 evidovány tyto živnosti a obchody: elektrárenské družstvo (Elektrizitätsgenossenschaft für den Ort Neudorf, Elektrizitätsgenossenschft für die Ortschaft Dekau), obchod s lahvovým pivem, dva řezníci, tři hostince, tři obchody se smíšeným zbožím, devět rolníků, malíř, dva obchody s ovocem a zeleninou, sedlář, dva kováři, dva krejčí, dva obuvníci, Spar- und Darlehenskassenverein für Dekau mit Neudorf, kolář.

## Obyvatelstvo
Při sčítání lidu v roce 1921 zde žilo 384 obyvatel (z toho 174 mužů), z nichž bylo 33 Čechoslováků, 349 Němců a dva cizinci. Až na osmnáct evangelíků a čtyři židy se hlásili k římskokatolické církvi. Podle sčítání lidu z roku 1930 měla vesnice 400 obyvatel: 58 Čechoslováků, 338 Němců a čtyři cizince. Náboženská struktura byla pestřejší. Kromě římskokatolické většiny zde žilo jedenáct evangelíků, devět členů církve československé, pět židů a jeden příslušník nezjišťovaných církví.

## Části obce
Obec Děkov se skládá ze tří částí na dvou katastrálních územích:
- Děkov (i název k. ú.)
- Nová Ves (leží v k. ú. Děkov)
- Vlkov (k. ú. Vlkov u Rakovníka)

## Doprava

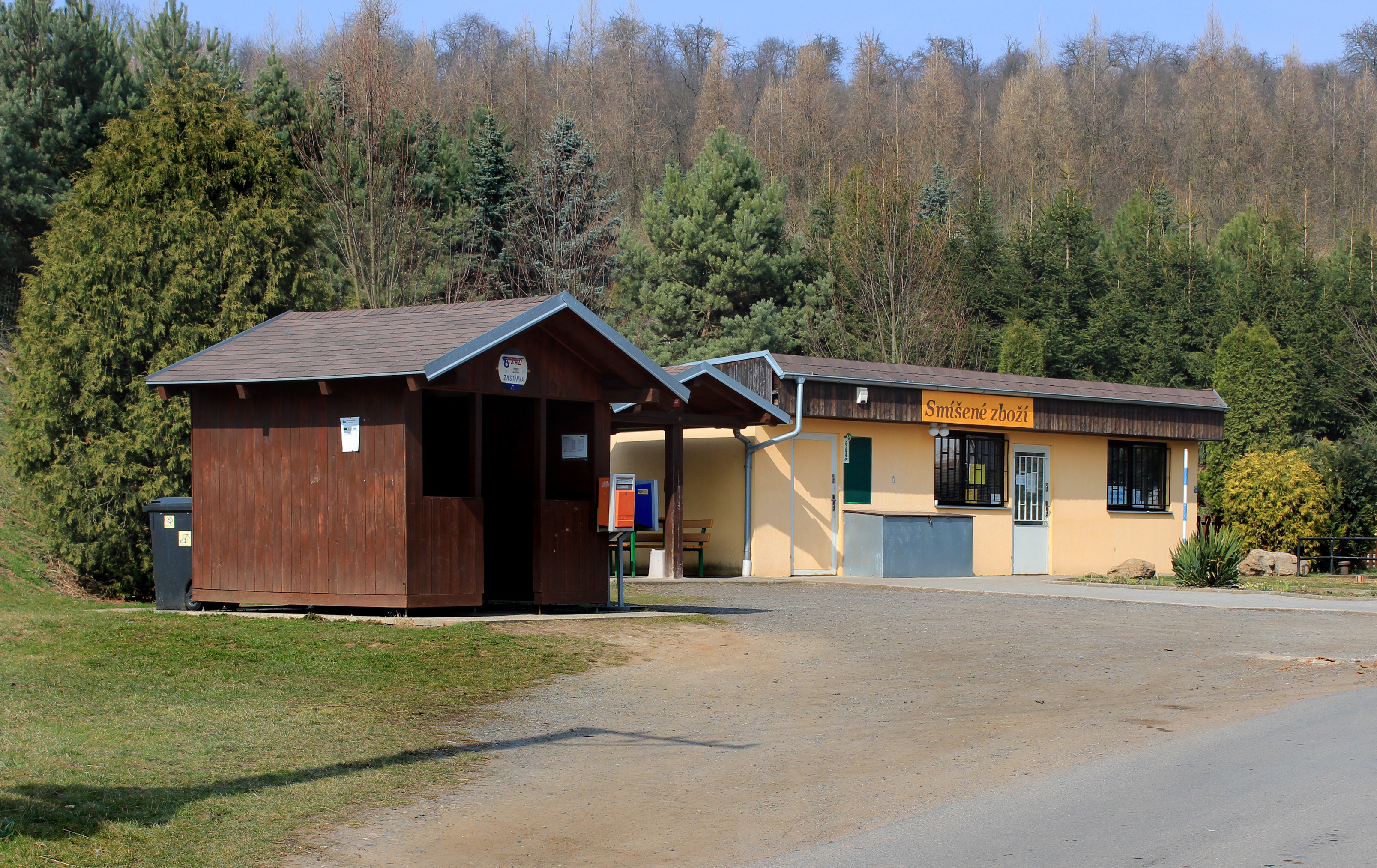
Autobusová zastávka

Do vesnice vedou silnice III. třídy. Ve vzdálenosti 2,5 km probíhá silnice I/6 Praha – Karlovy Vary. Železniční trať ani stanice na území obce nejsou. Nejbližší železniční zastávkou jsou Hořesedly ve vzdálenosti sedm kilometrů ležící na trati Rakovník–Most. V roce 2021 v obci měla zastávky autobusová linka Rakovník – Kolešov – Strojetice (dopravce Transdev Střední Čechy).

## Pamětihodnosti
- Kostel Narození svatého Jana Křtitele uprostřed vsi
- komenda Reguly Pragensis na konci vsi

## Rodáci
- Rainer Kreissl, německý sběratel umění původem z Čech, daroval své sbírky Česku

## Galerie

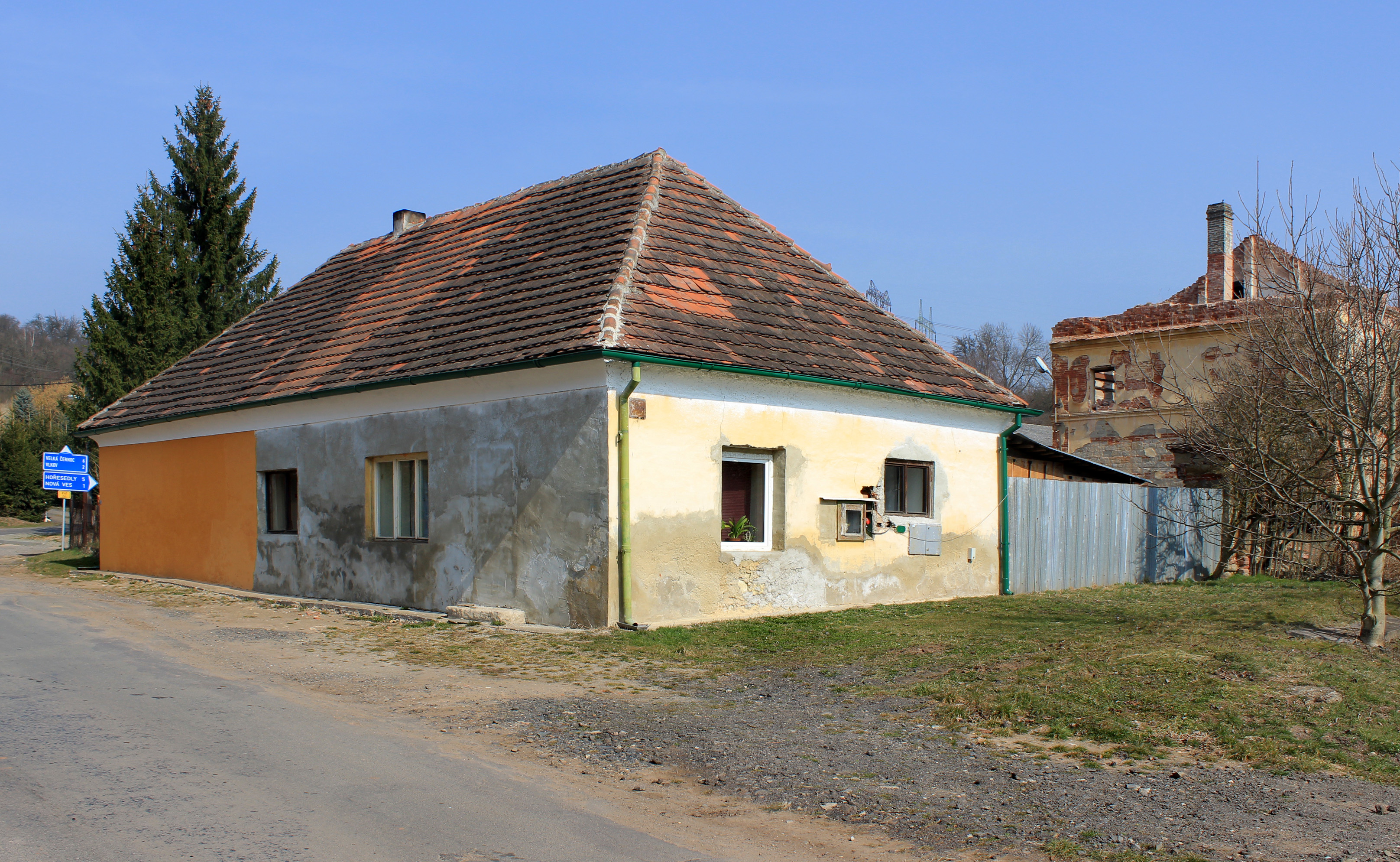
Domek v severní části vsi
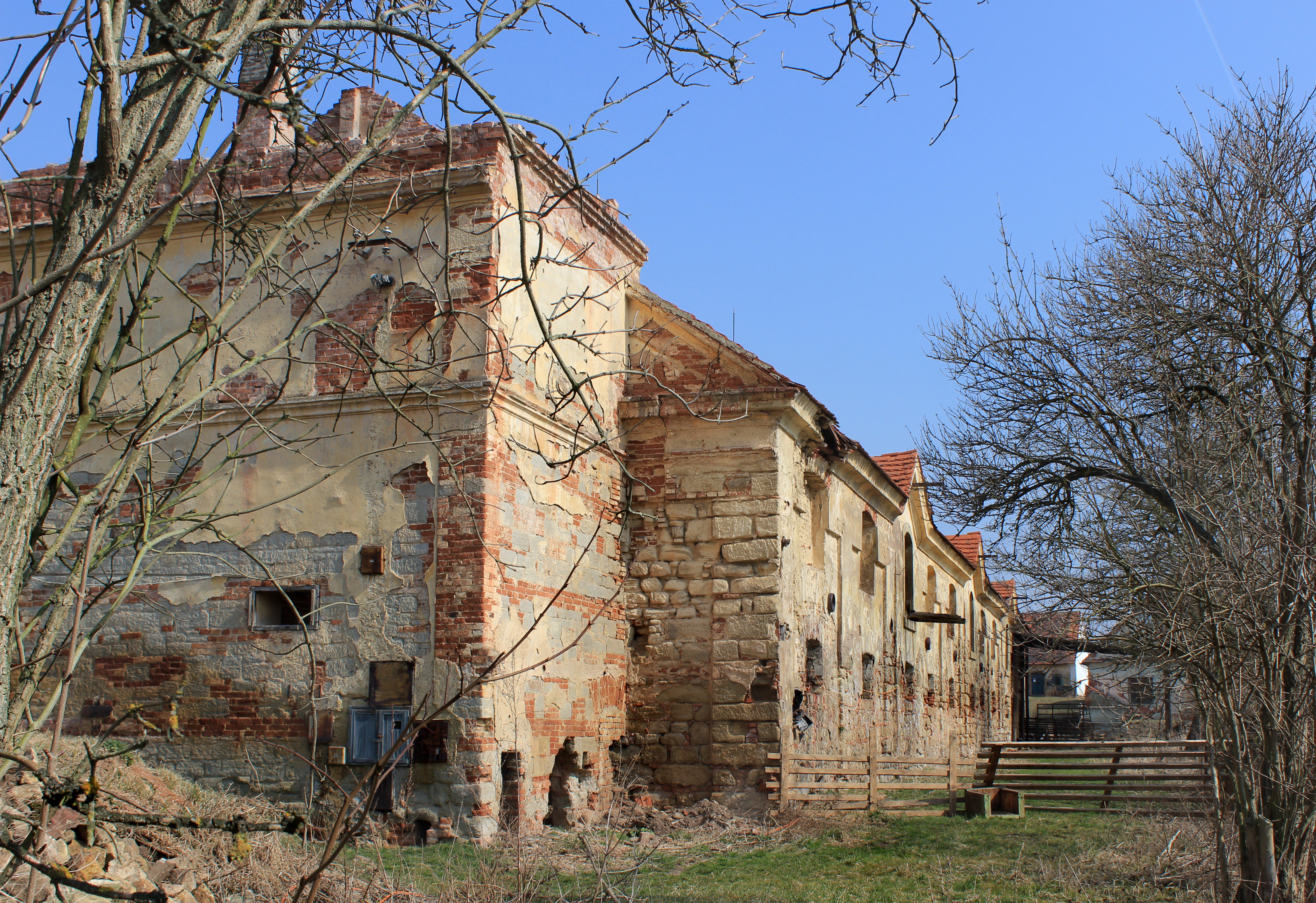
Ruiny velkostatku
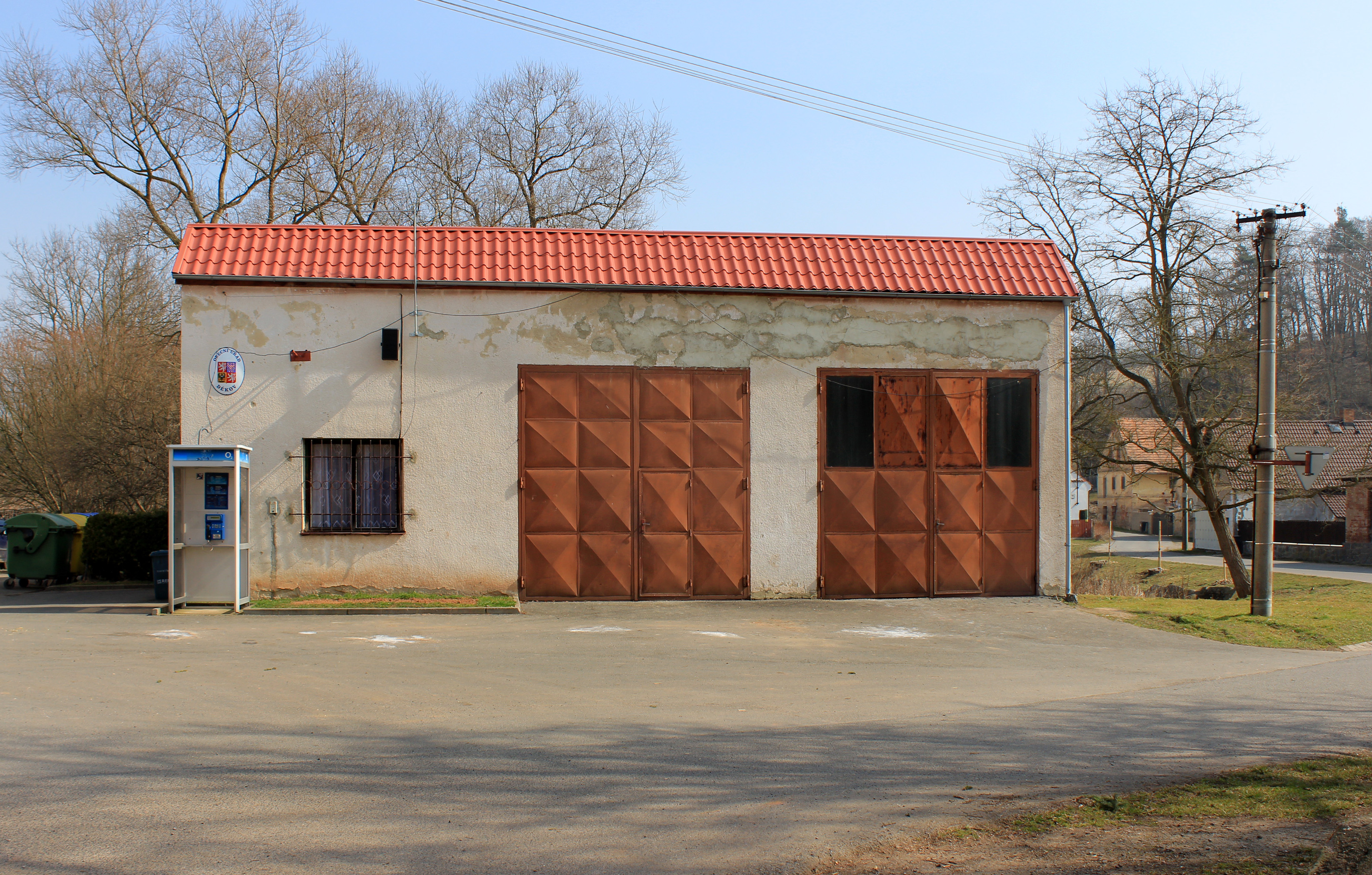
Obecní úřad
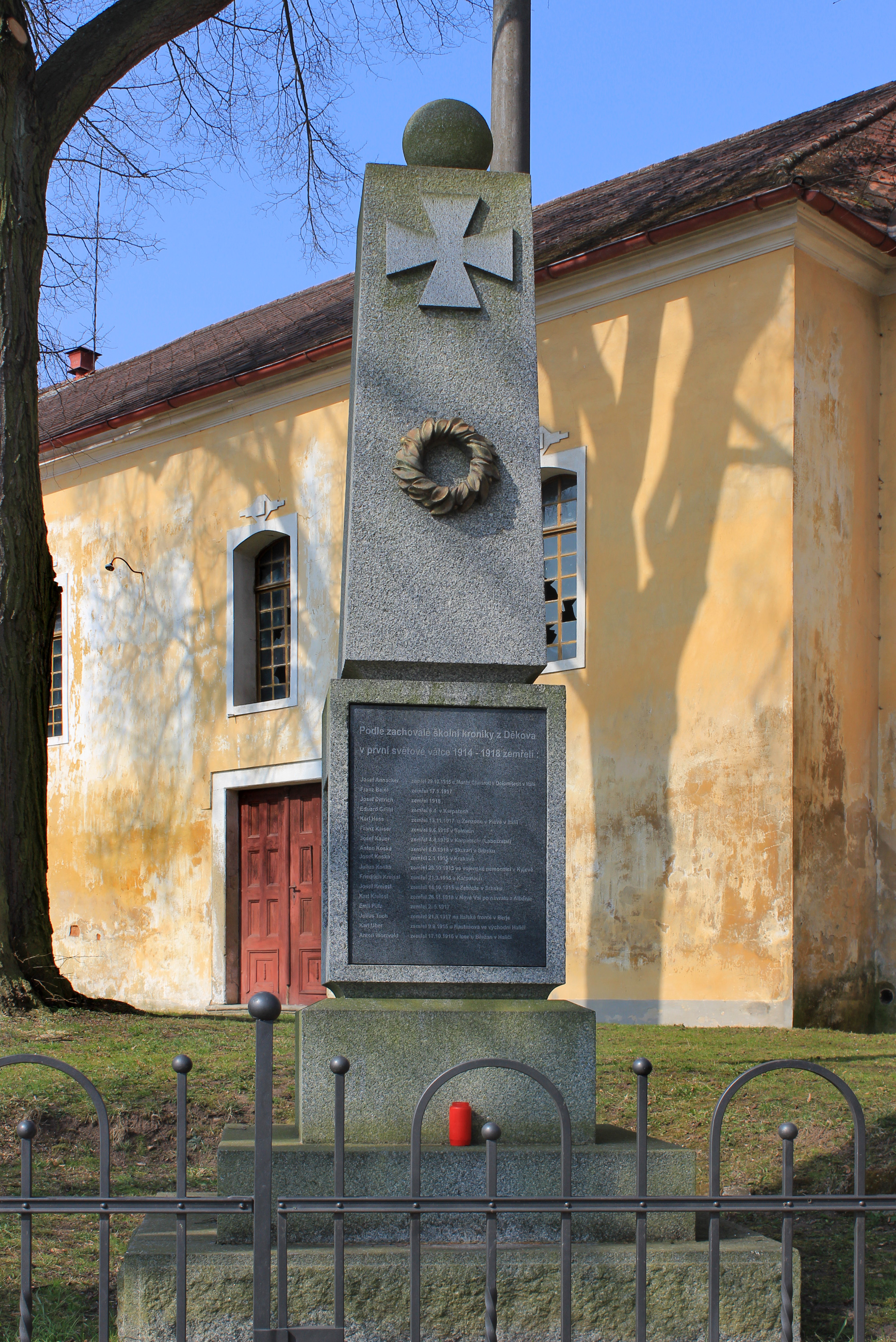
Památník obětem první světové války
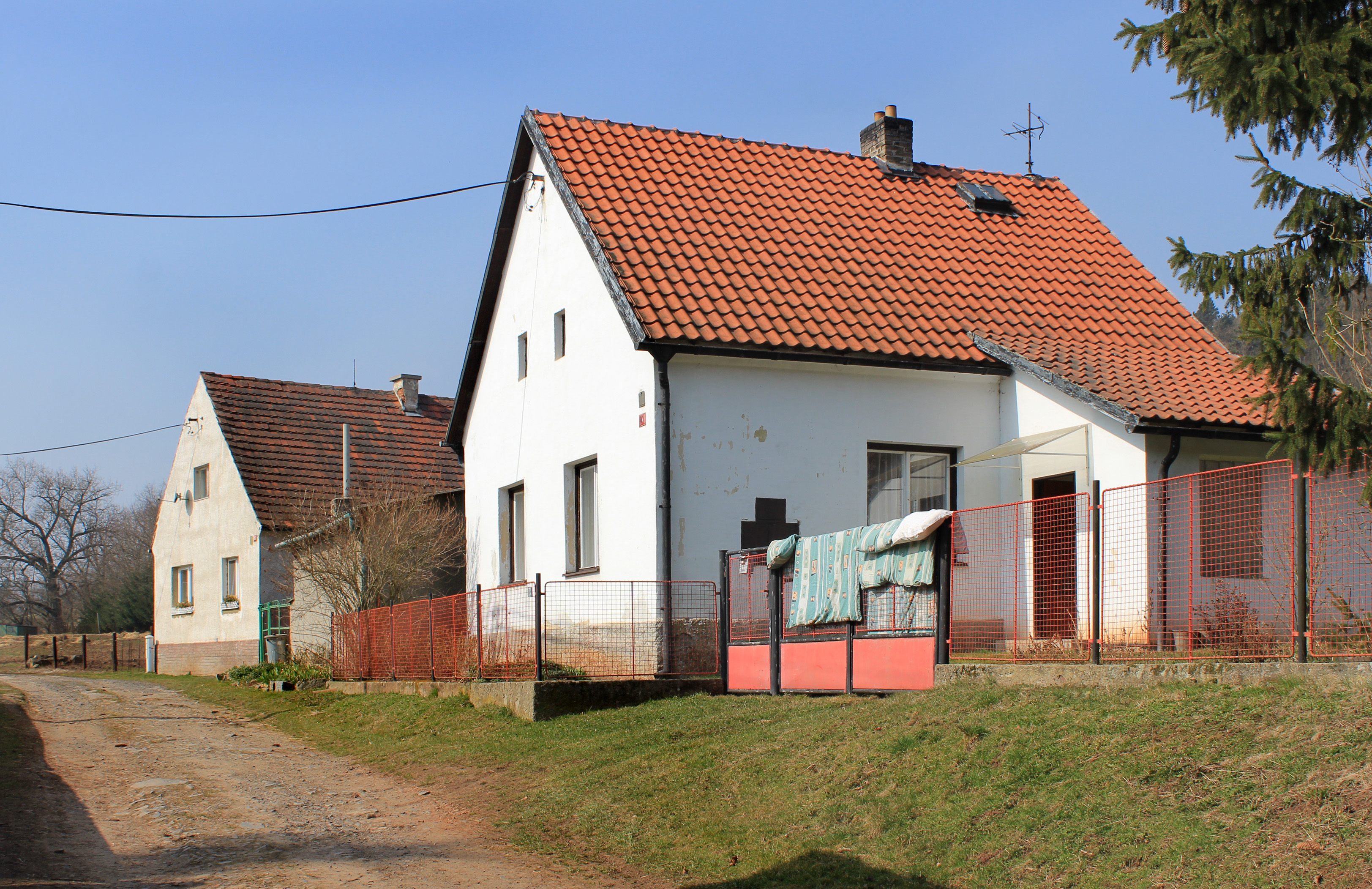
Domy v postranní ulici